# Splendor Solis

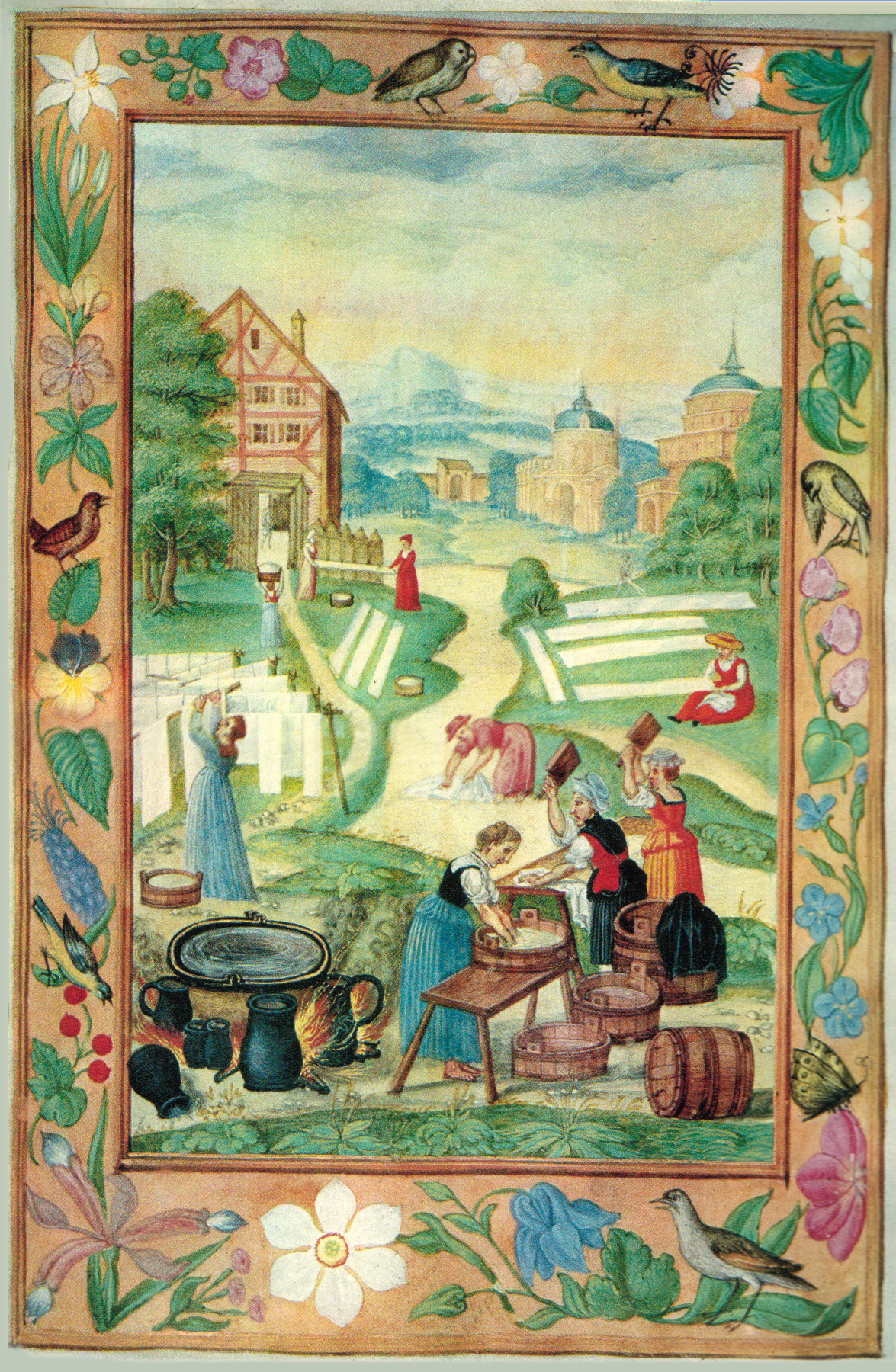
Illustration Das große Waschfest vor der Stadt in Splendor Solis

Splendor solis oder Sonnenglanz ist ein illustriertes alchemistisches Manuskript in mittelniederdeutscher Sprache aus dem 15. Jahrhundert. Der Text wurde sehr wahrscheinlich von Ulrich Poyssel um 1440 unter dem Pseudonym Salomon Trismosin verfasst. Poyssel war ein Lehrer des berühmten humanistischen Wissenschaftlers Paracelsus. In kryptischer Sprache werden die Einflüsse der Naturelemente auf das Leben der Menschen betrachtet. Sein Wissen bezog der Autor unter anderem aus den magischen Werken der Kabbala.
Splendor Solis gilt als ein Hauptwerk der Alchemia Picta Tradition. Das älteste bekannte Exemplar der alchemistischen Grundlehre stammt aus den Jahren 1531–1532 und wird im Kupferstichkabinett (Handschrift 78 D 3) der Staatlichen Museen Berlin am Berliner Kulturforum aufbewahrt. Weitere Exemplare (insgesamt 21 sind bekannt) befinden sich unter anderem in der Pariser Nationalbibliothek sowie in der British Library (MS Harley 3469) zu London. Die Bibliothek des Germanischen Nationalmuseums einzig besitzt zwei Exemplare.
Im Mittelpunkt des Textes, dessen Urheberschaft nicht völlig geklärt ist, steht die Herstellung und Wirkungsweise des Steines der Weisen. Dazu werden in der Tradition der Florilegienliteratur Zitate von klassischen alchemistischen Autoren wie Alphidius, Aristoteles, Rhazes, Avicenna, Chalid ibn Yazid, Pseudo-Geber (Geber), Hermes Trismegistos, Morienus, Zosimos, dem Turba Philosophorum und Ibn Umail (Senior Zadith) verwendet.
Der Illustrator soll nach Jörg Vollnagel Jörg Breu der Ältere gewesen sein, nach anderer Vermutung Albrecht Glockendon oder seine Werkstatt in Nürnberg. Nach neueren Forschungen von Rafal Prinke kommt auch der Schaffhausener Maler Thomas Schmid (ca. 1490-ca. 1555/60) in Frage.
Es wurde ins Französische (1612) und von William Backhouse ins Englische übersetzt. Es wurde auch im Sammelwerk Aurem Vellum 1599 gedruckt (vorgeblicher Autor Salomon Trismosin).

## Handschriftenexemplare
- Dänemark, Kopenhagen: Det Kongelige Bibliotek, GKS 3508, fol. 14v-33.
- Deutschland, Berlin: Staatlichen Museen Berlin, Kupferstichkabinett, Handschrift 78 D3 (Nürnberg 1531).
- Deutschland, Berlin: Staatsbibliothek Preussischer Kulturbesitz, Cod. germ. f.42.
- Deutschland, Kassel: Universitätsbibliothek, Ms. chem. 21.
- Deutschland, Kassel: Universitätsbibliothek, Ms. chem. 11[4], fol. 134-147.
- Deutschland, München: Bayerische Staatsbibliothek, Hss Cgm 4228, fol. II-XLIIII.
- Deutschland, München: Bayerische Staatsbibliothek, Res/4 Alch. 91-3: Aureum Vellus, oder Güldin Schatz und Kunstkammer, Rohrschach am Bodensee 1599.
- Deutschland, Nürnberg: Germanisches Nationalmuseum, Bibliothek, (Pergament) Hs. 146766.
- Deutschland, Nürnberg: Germanisches Nationalmuseum, Bibliothek, Hs. 198473.
- Deutschland, Wolfenbüttel: Herzog August Bibliothek, Cod. Guelf 43 Aug., fol 35-76.
- Frankreich, Paris: Bibliothèque nationale de France, Ms. allemand 113.
- Frankreich, Paris: Bibliothèque nationale de France, Ms. français i12297.
- Großbritannien, London: British Library, MS Harley 3469 (1582).[5][6][7]
- Niederlande, Leiden: Universitaire Bibliotheken, Ms Cod. Voss. Chym. Q. 6, fol. 49v-77.
- Niederlande, Leiden: Universitaire Bibliotheken, Ms Cod. Voss. Chym. Q. 17, fol. 99v-125.
- Tschechien, Prag: Knihovna pražské metropolitní kapituly,  Ms 1663, O.79, fol 176v-194.
- Schweiz, Bern: Privatsammlung.
- Schweiz, Solothurn: Zentralbibliothek, Cod S I 185, fol. 1-20v.
- USA, Philadelphia: University of Pennsylvania, Ms. Codex 108.
- L.I.: La Toyson d'Or, 1612 (Übersetzung des Aureum Vellum ins Französische)
- William Backhouse: The Golden Fleece, or the Flower of Treasures (Ashm. MS 1395). (Übersetzung von La Toyson d'or ins Englische).

## Werkausgaben
- Splendor Solis. Faksimile-Ausgabe. Krewel-Werke, Köln 1972.